# San Juan de las Flores, Hidalgo
San Juan de las Flores är en ort i Mexiko.   Den ligger i kommunen San Bartolo Tutotepec och delstaten Hidalgo, i den sydöstra delen av landet, 150 km nordost om huvudstaden Mexico City. San Juan de las Flores ligger 1 604 meter över havet och antalet invånare är 353.
Terrängen runt San Juan de las Flores är bergig åt nordväst, men åt sydost är den kuperad. San Juan de las Flores ligger uppe på en höjd. Runt San Juan de las Flores är det ganska tätbefolkat, med 60 invånare per kvadratkilometer. Närmaste större samhälle är San Bartolo Tutotepec, 10,1 km söder om San Juan de las Flores. I omgivningarna runt San Juan de las Flores växer i huvudsak städsegrön lövskog.